# 東寺
東寺（日语：／ Tō-ji */?）是一位于日本京都府京都市南區九条町的寺院，又名教王護國寺，為東寺真言宗的總本山。該寺的山號是八幡山、本尊是藥師如来，寺紋是雲形紋（東寺雲）。該寺創建於794年，是桓武天皇遷都平安京後所興建的國立寺院，也是目前平安京所遺留的唯一建設。東寺在1934年列入日本史跡，1994年以「古都京都的文化財」的一部份而列入世界遺產名單之中，境內的五重塔為日本最高的五重塔。

## 歷史
桓武天皇於延曆十三年（794年）遷都平安京後，於延曆十五年（796年）興建東寺。
8世紀末，作為平安京正門的羅城門，計畫在其東西興建「東寺」和「西寺」，這兩個寺院是守護京城的左京和右京的鎮護王城寺院，因此也有官方寺院的意味。
南北朝時代之後，關於東寺的紀錄書《東宝記》記載，東寺在平安京遷都後不久的延暦15年（796年），由藤原伊勢人擔任造寺長官（建設工事責任者）而建立。
弘仁十四年（823年），由嵯峨天皇將東寺下賜給空海，作為鎮護國家及真言宗的根本道場。亦是日本密教寺院的開始，以密教主尊的大日如來為寺院中心。
在昭和9年（1934年）3月13日指定為史跡，在平成6年（1994年）12月以「古都京都の文化財」登錄為世界遺産。

## 建築
中世以後的東寺受到後宇多天皇、後醍醐天皇、足利尊氏等等很多貴族和為政者的援助而興榮。東寺在文明18年（1486年）的農民暴動時，創建當時的殿宇全遭遇火災而燒毀，在豊臣家和徳川家等的援助下，重建了金堂和五重塔。重建之後的南大門、金堂、禮堂及食堂等殿宇由南向北整齊地排列成一條直線，其排列以及各殿宇的規模跟日本平安時代完全一樣。各殿宇所立的位置、排列與規模跟建寺當時一樣的寺廟極少，非常珍貴。

### 金堂

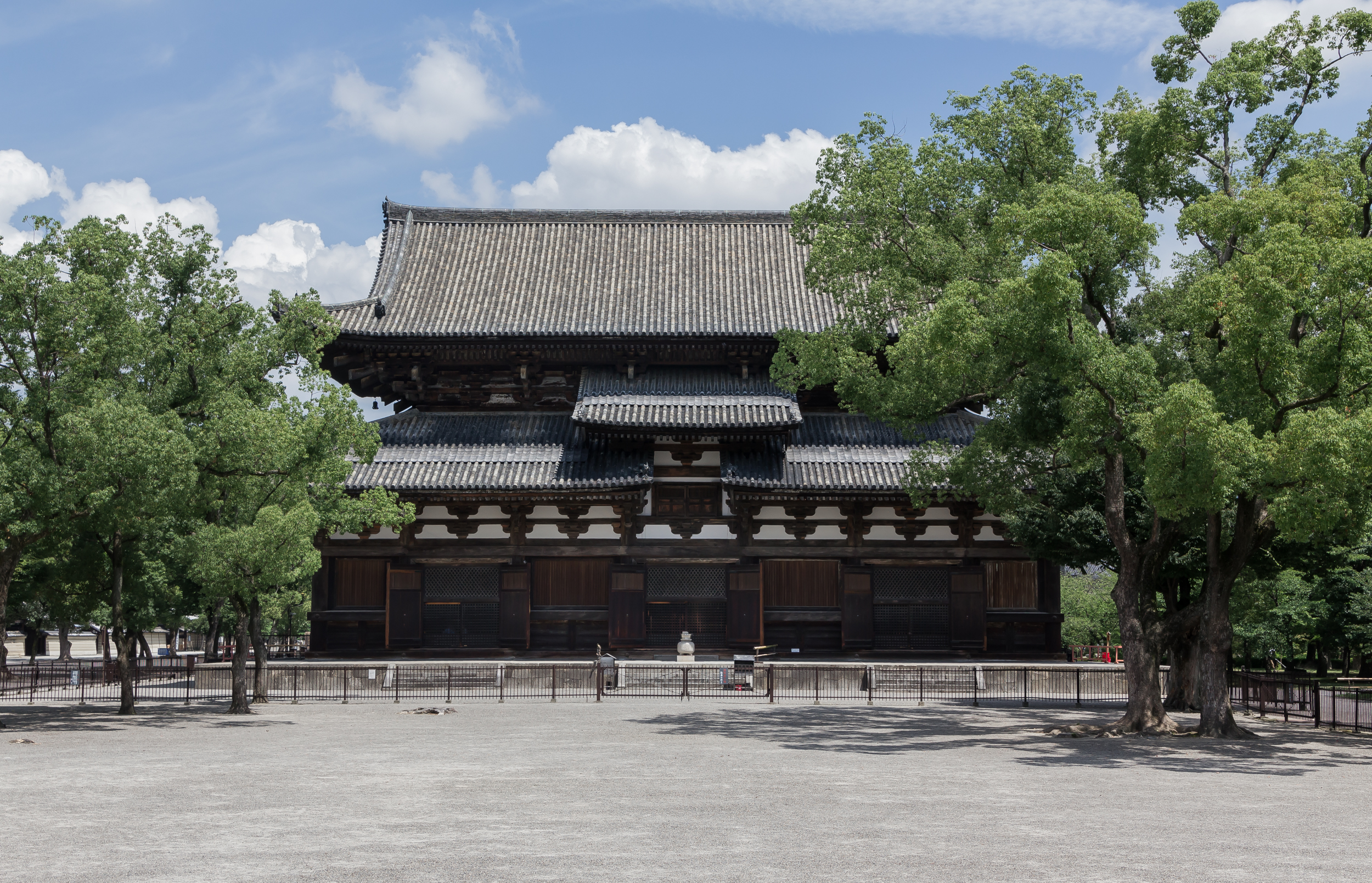
金堂

國寶，伽藍的中心建築，是最早建設的，推定是在將東寺下賜給空海的弘仁14年（823年）完工。當初的金堂在文明18年（1486年）燒失，近一世紀後重建，現存的建築是慶長8年（1603年）所建。歇山頂、本瓦葺，外觀看來為二重屋頂，實有一層是裳階。建築樣式混合了和樣和大佛樣，可看到使用枋（日語：貫）和翹（日語：插肘木）以支撐高聳天花板的大佛樣特點。内部的廣大空間中放置本尊藥師如來坐像，以及日光菩薩、月光菩薩的兩脇侍像。

### 五重塔
國寶，視作京都的象徵。高54.8公尺，獲譽為日本第一高的木造塔。天長3年（826年）著手興建，但實際建造應是空海死後的9世紀末。經過共四次的雷擊和火災，現在第五代的五重塔是在寛永21年（1644年），由德川家光捐建。

### 講堂

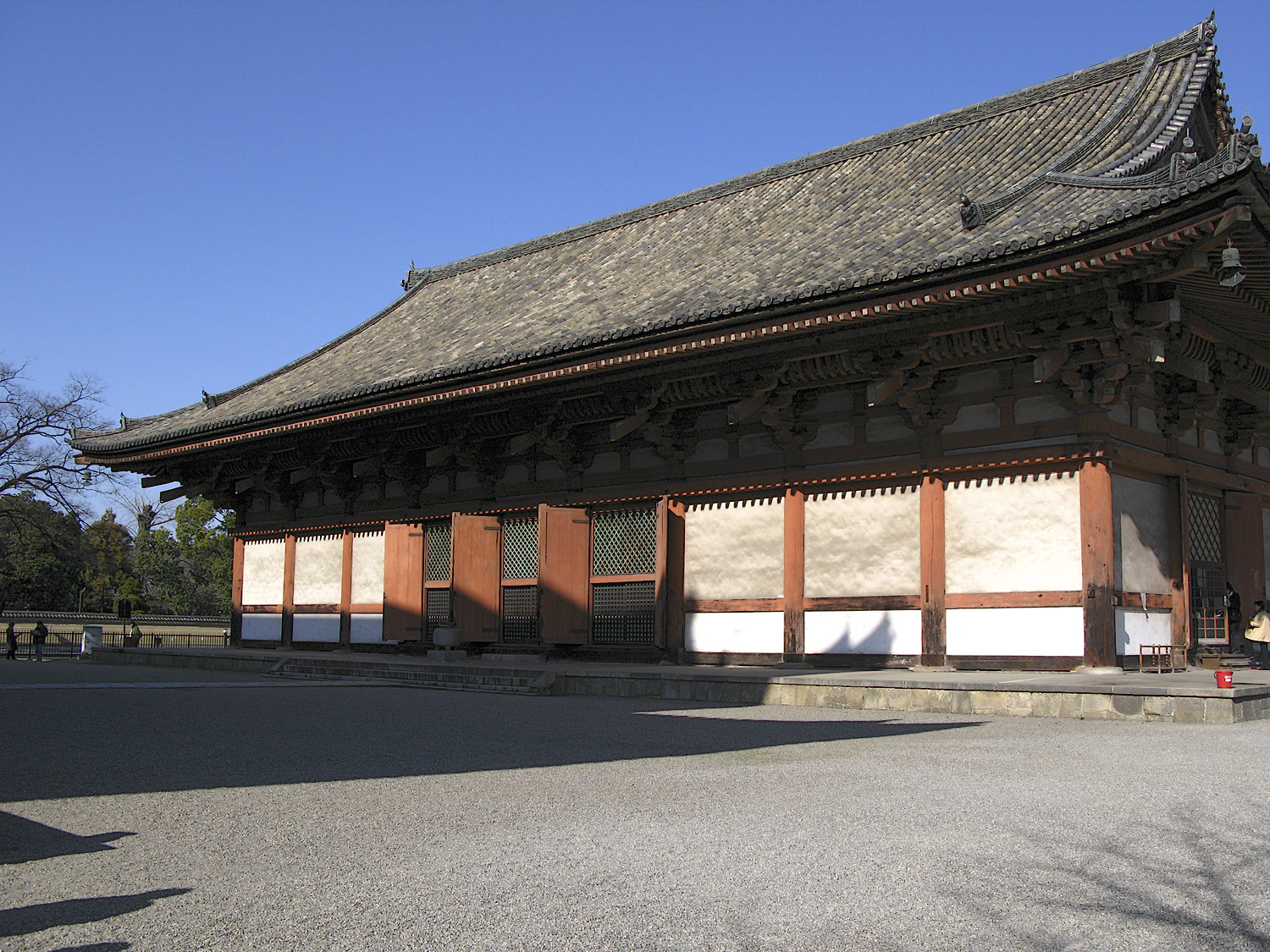
講堂

重要文化財，建於金堂背面（北邊）。天長2年（825年）空海開始施工，承和2年（835年）完成。在文明18年（1486年）燒失，室町時代延德3年（1491年）再建。建築樣式為單層歇山頂的純和樣。相對金堂放置顯教的本尊藥師如來，講堂內部放置的則是密教佛像。須彌壇中央是以本尊大日如來為主的五方佛，東方則是金剛波羅密多菩薩為中心的五大菩薩，西方則是以不動明王為中心的五大明王像，全體構成了立體曼荼羅。

#### 立體曼荼羅

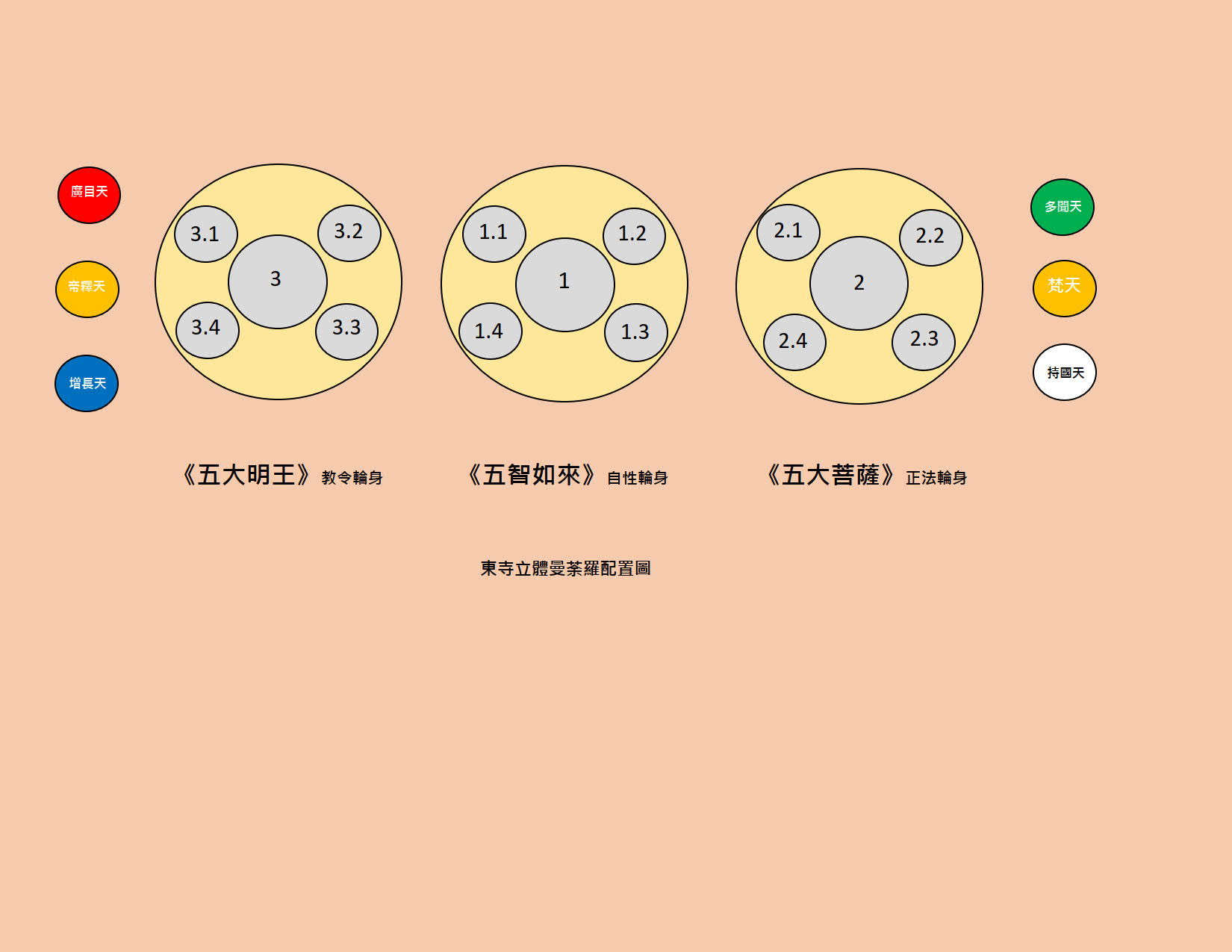
1大日如來1.1不空成就如來1.2阿閦如來1.3寶生如來1.4阿彌陀如來；2金剛波羅蜜多菩薩2.1金剛業菩薩2.2金剛薩埵菩薩2.3金剛寶菩薩2.4金剛業菩薩3不動明王3.1大威德明王3.2金剛夜叉明王3.3降三世明王3.4軍荼利明王

講堂中央的須彌壇上，供奉著以大日如來為中心的五尊如來像（又稱五佛或五智如來）；五佛的右側（東方）是供奉以金剛手菩薩為中心的五尊菩薩像（五大菩薩）；左側（西方）供奉以不動明王為中心的五大明王像。另外，須彌壇的東西兩端安置了梵天和帝釋天像，四角則供奉着四大天王。全體依照順序整齊供奉著21尊佛像，構成了一個羯磨曼荼羅（又稱立體曼荼羅）。這些佛像是日本最古老的正統密教佛像，雖然『續日本後紀』紀載開光儀式是在空海圓寂後的承和6年（839年）才舉行，但整個曼荼羅的構思則是空海完成的。這21尊佛像中，五佛和五大菩薩的中尊像是室町時代至江戶時代的補作，其餘15尊佛像都是講堂創建時即有的。
由於這21尊佛像组成的講堂立體曼荼羅是無他例可循的，空海的構思是根據哪部佛教經典或出於何種意圖至今未明，因此自古以來關於這個曼荼羅的教義背景也一直爭論不休。

### 食堂
建於講堂的後方、寺境内的北邊。推定是在空海死後的9世紀末起到10世紀初左右完成。文禄5年（1596年）因地震倒壊，寛政12年（1800年）開始重建，現在的建築是昭和5年（1930年）因火災焼失，於昭和9年（1934年）所完成。安置有明珍恒男作的十一面觀音像，舊有的千手觀音立像因火災燒損，昭和40年（1965年）開始修復，現放置於寺內的寶物館。

### 御影堂

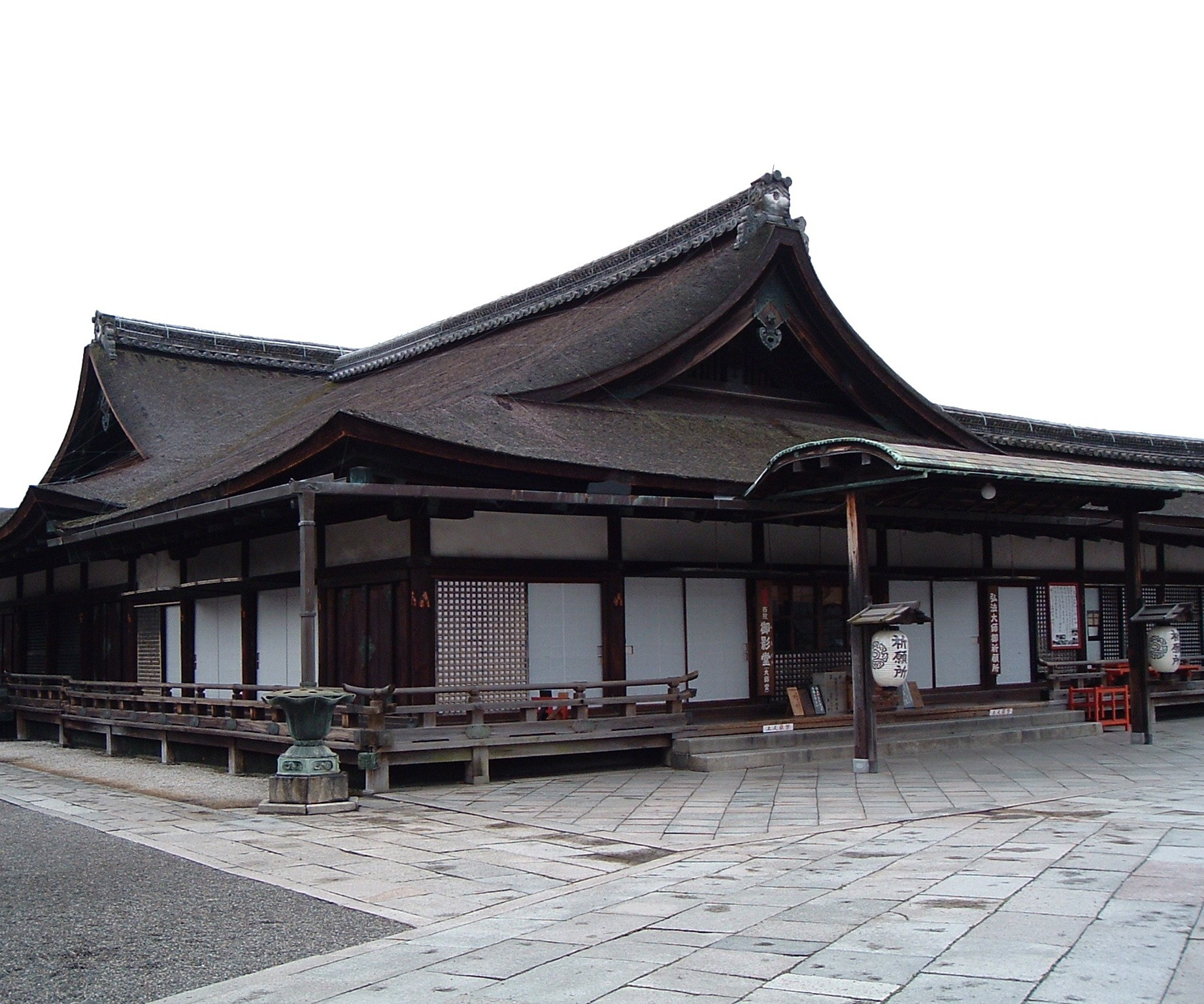
御影堂（大師堂）

國寶，空海住宿的房間，位於境內西北邊有稱為「西院」的地方，是有住宅風格的佛堂。以前堂、後堂、中門組成的複合佛堂，全部皆用檜皮葺。昭和33年（1958年）獲指定國寶時，稱為「大師堂」，但寺內主要稱為御影堂。一開始的建築在康曆元年（1379年）火災燒失，隔年重建後堂。明德元年（1390年）將弘法大師像安置在前堂北側，西側則增築中門。後堂（南側）則安置了不動明王坐像（國寶、9世紀）。

## 弘法市（弘法さん）

空海筆尺牘

每月21號是弘法大師的緣日，會有市集「弘法市」。在12月21日的「終弘法」和1月的「初弘法」會特別多人參與。

## 佛像

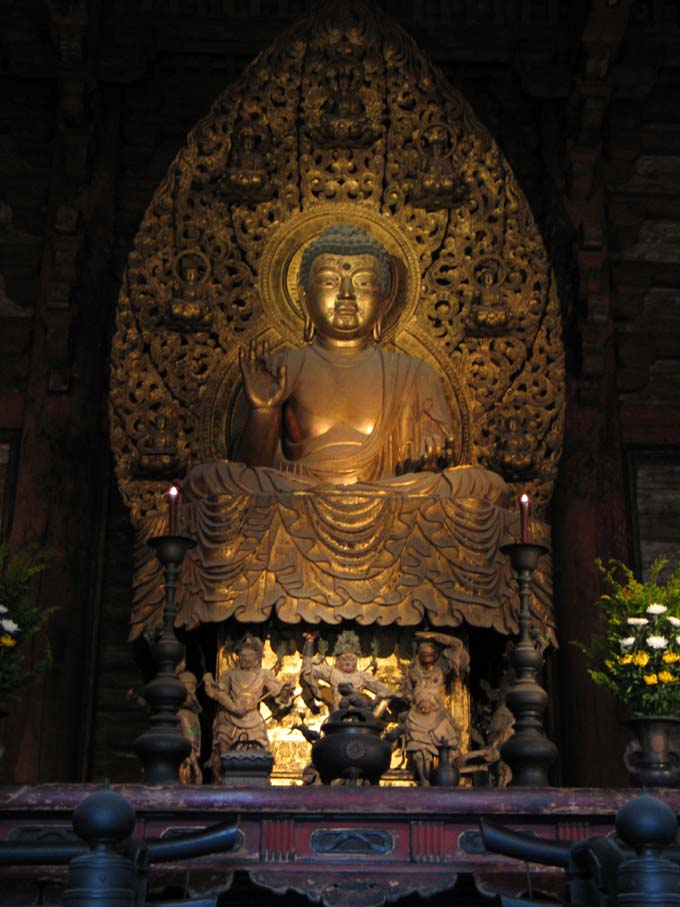
薬師如来像
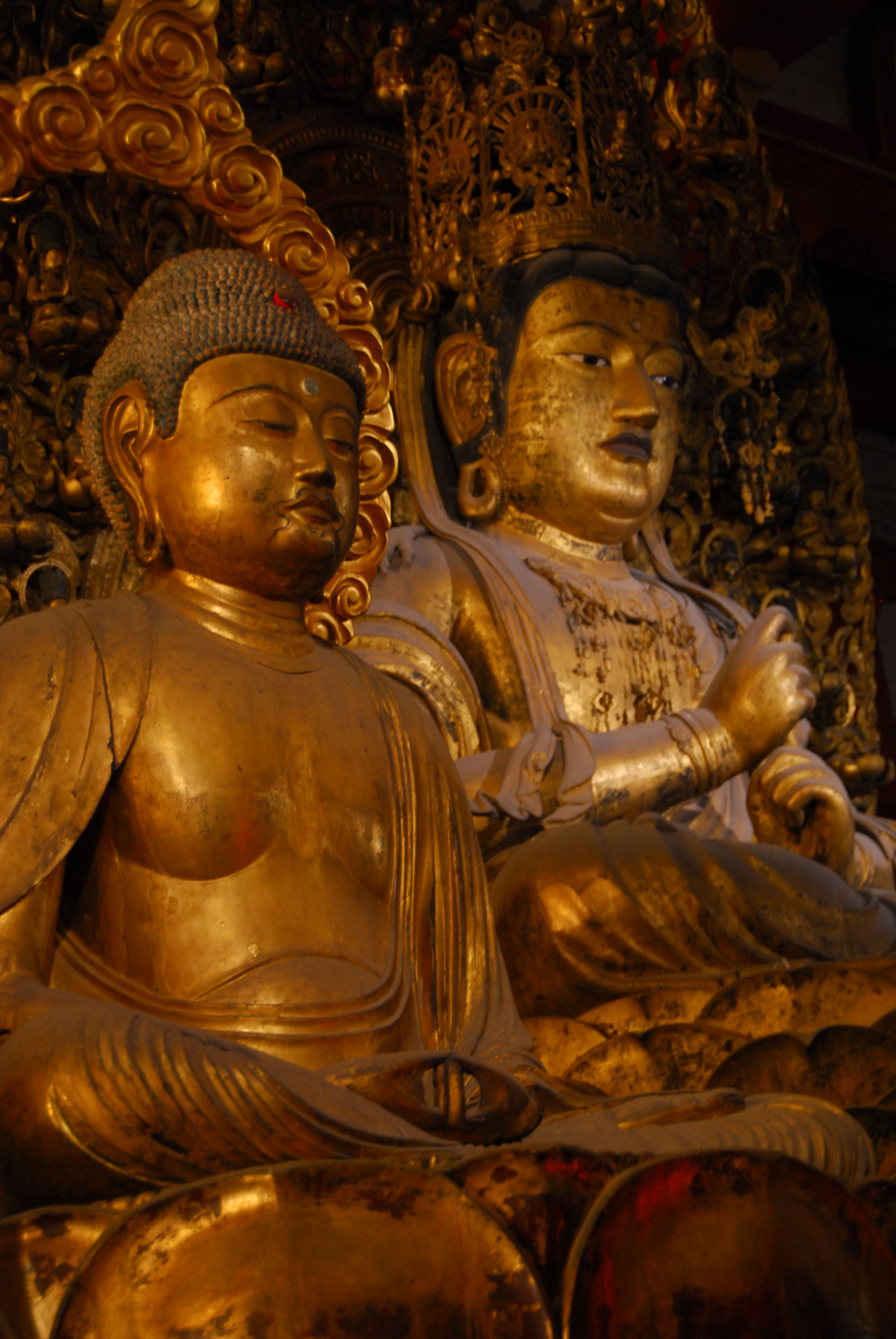
大日如来、阿弥陀如来
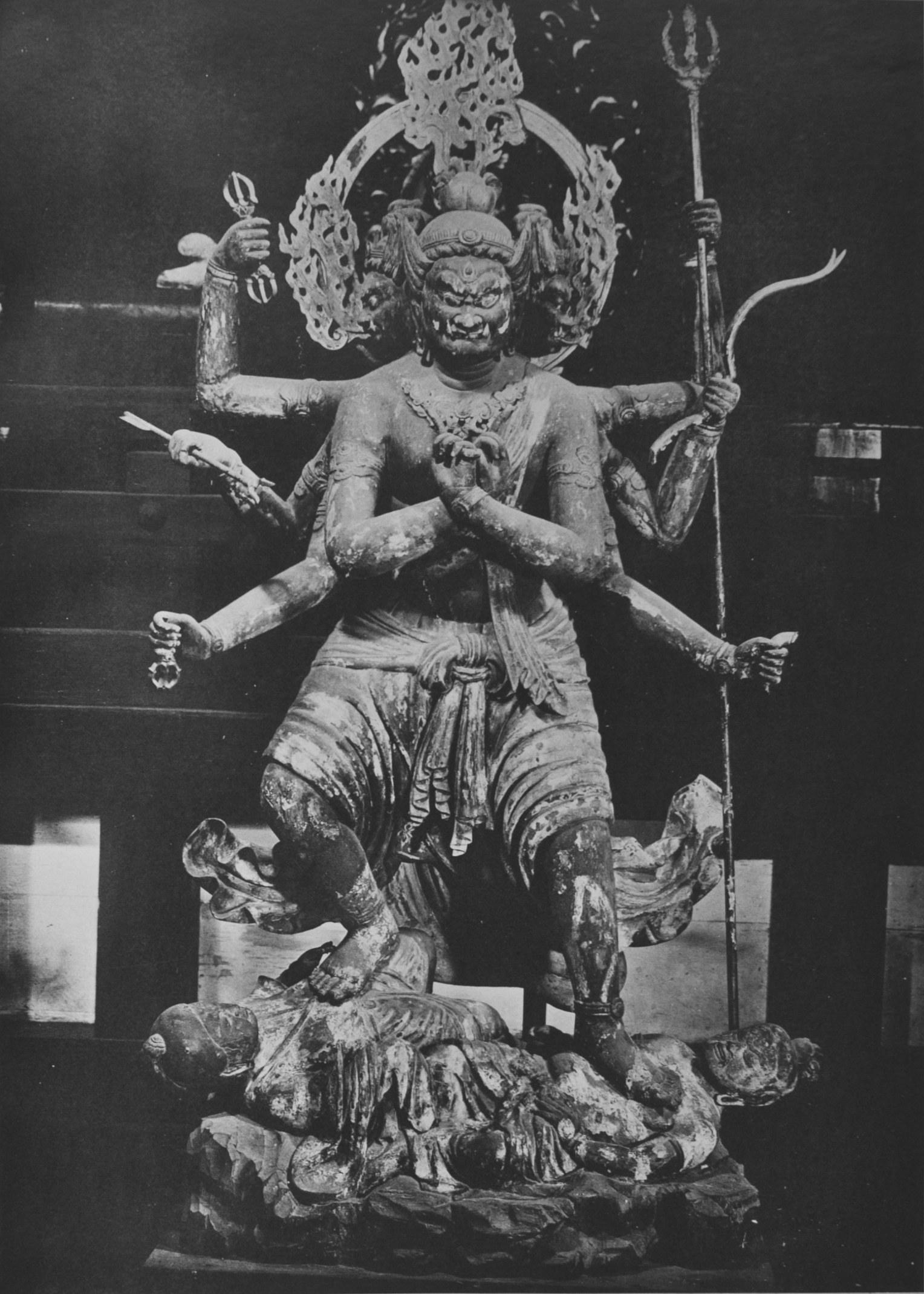
降三世明王
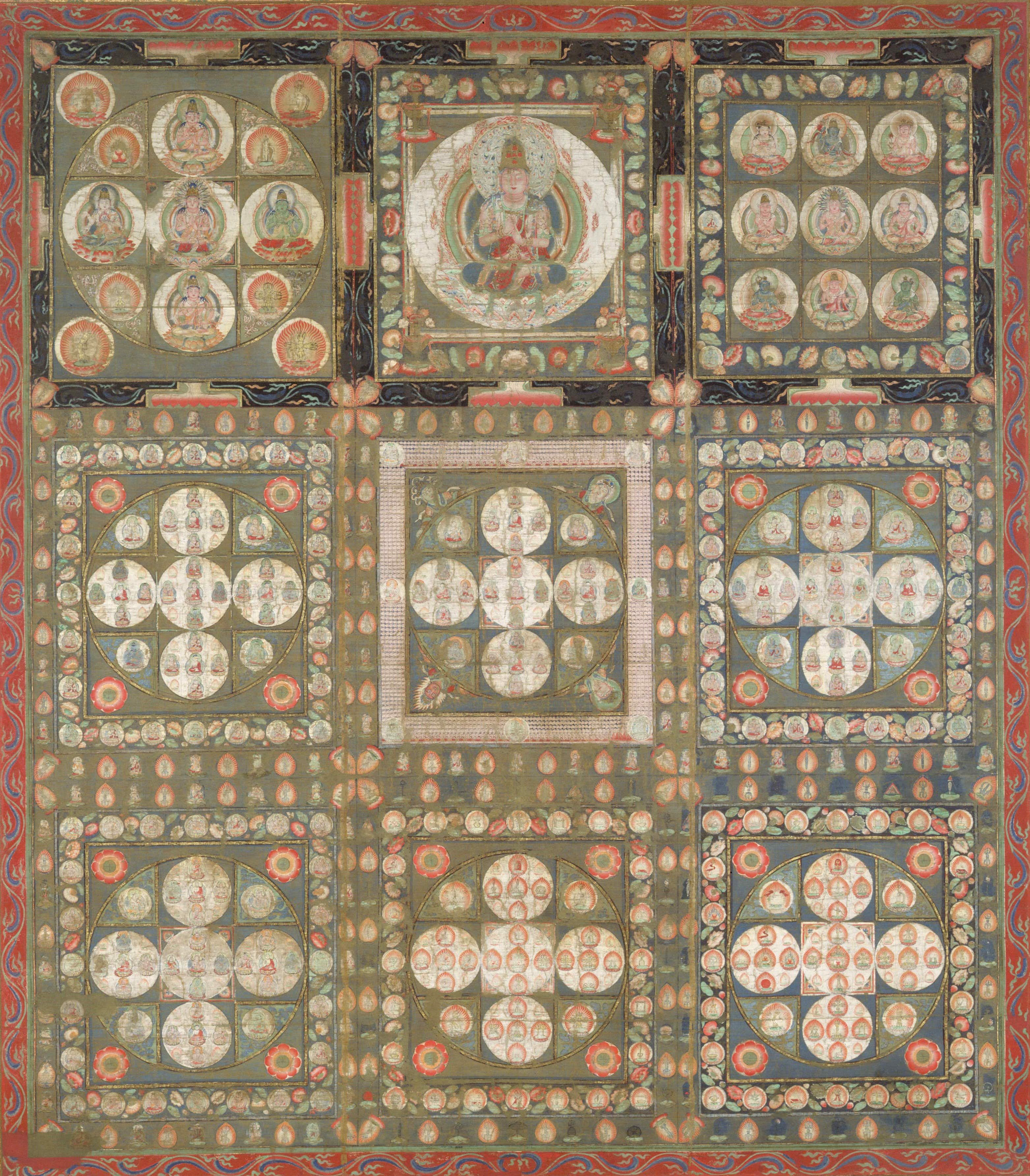
金剛界曼荼羅
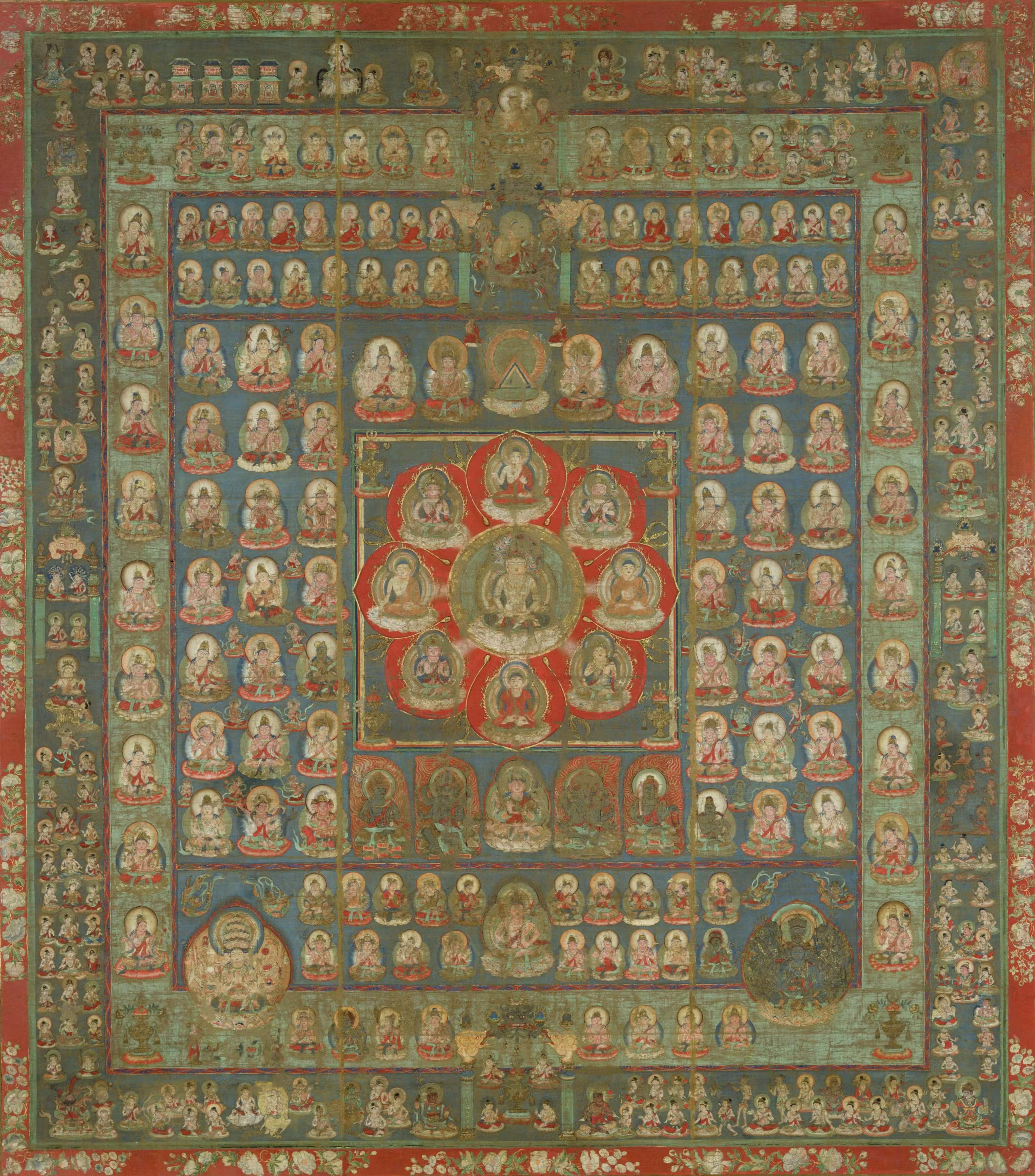
胎蔵曼荼羅
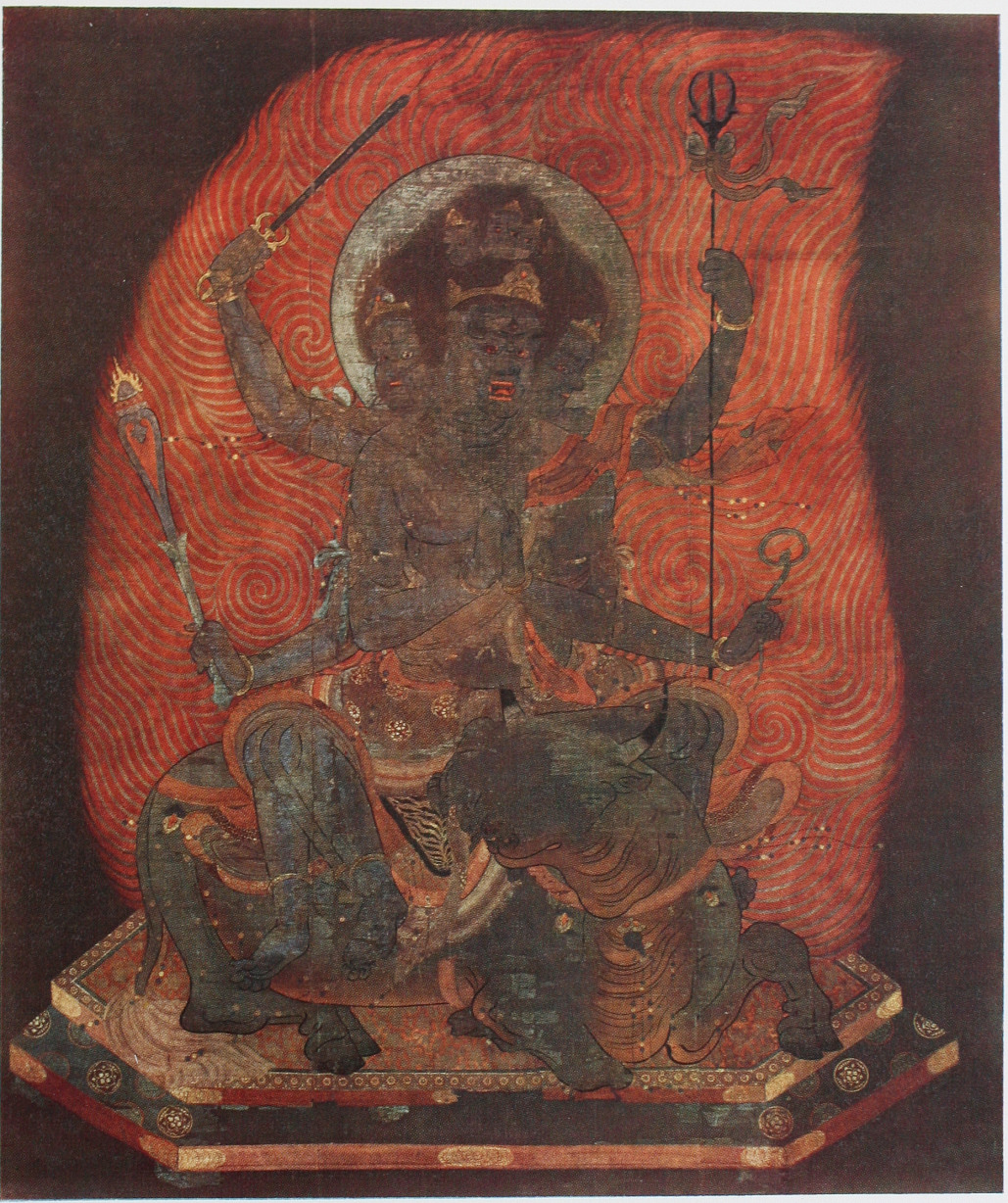
大威徳明王
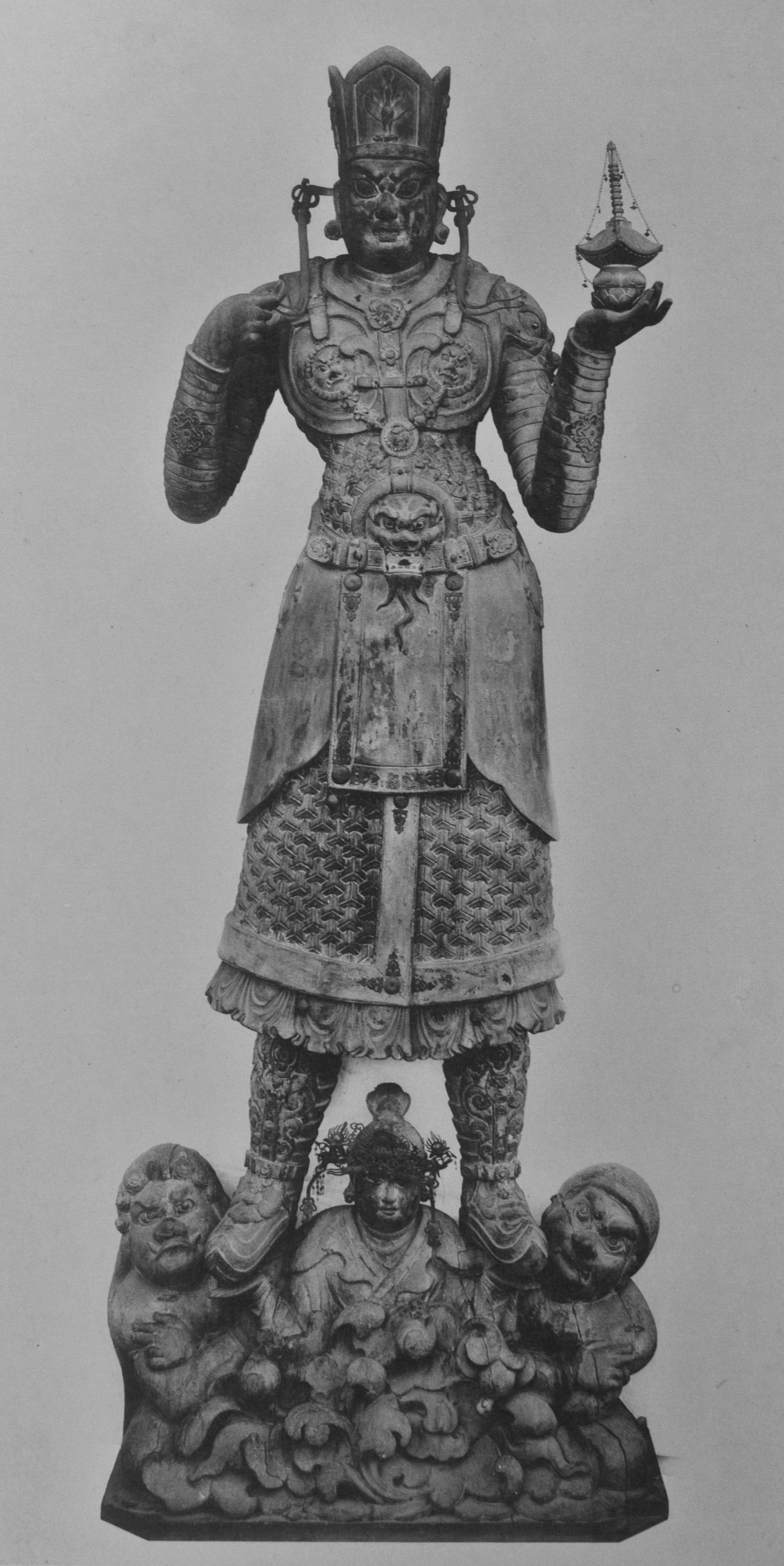
兜跋毘沙門天像
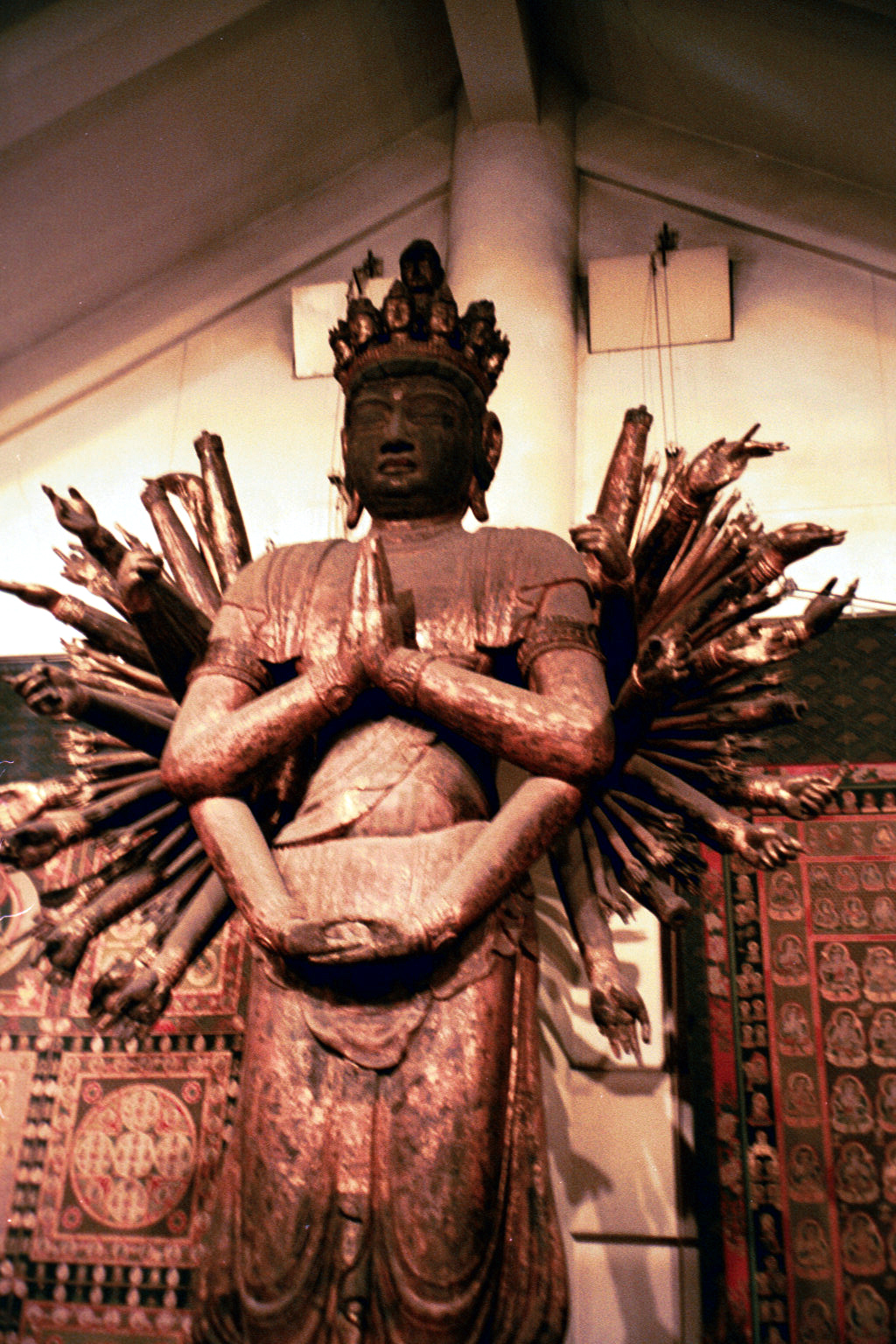
千手観音

## 關連項目
- 東寺真言宗
- 古都京都的文化財
- 東寺長者
- 東寺車站

## 外部連結
- 官方网站 （页面存档备份，存于）
- 弘法市～東寺緣日 （页面存档备份，存于）
- 世界文化遺產 -京都府 （页面存档备份，存于）